# Transdev
Transdev SA is een internationaal opererend openbaarvervoerbedrijf uit Frankrijk.
In Frankrijk is Transdev onder andere uitbater van het stadsvervoer van Straatsburg, Grenoble, Nantes, Montpellier, Orléans en Valenciennes. Buiten Frankrijk exploiteert Transdev bussen in Londen (in opdracht van Transport for London). In Nottingham (Nottingham Express Transit), Porto en Sydney exploiteert Transdev trams. 
In 2003 had Transdev 18.096 mensen, 7239 bussen en 455 trams in dienst en behaalde het bedrijf een omzet van 582 miljoen euro's. Transdev was tot 2002 volledig eigendom van Caisse des dépôts et consignations (CDC), de publieke investeringsmaatschappij van de Franse staat.
In 2002 is Transdev een samenwerkingsverband aangegaan met de Parijse stadsvervoerder RATP. De RATP heeft sindsdien een belang van 25% in Transdev en Transdev heeft een belang van 25% in RATP Développement. De overige aandeelhouders van Transdev zijn Caisse des dépôts et consignations (26%) en de Italiaanse bank Sanpaolo IMI (7%) en Veolia Environnement (42%).
In Tsjechië is Transdev onder meer actief met Transdev Střední Čechy en in de Verenigde Staten onder eigen naam, na in 2023 First Transit te hebben overgenomen.

## Nederland
Transdev Nederland verzorgt vervoer onder diverse namen, Connexxion, Breng, Bravo en RRReis. Ook wordt vervoer verzorgd onder de eigen naam Transdev in Gooi en Vechtstreek. Onder de naam Bravo verzorgen Arriva en Hermes busvervoer in Brabant, Arriva in West- en Oost-Brabant en Hermes in Zuidoost-Brabant. Van deze twee behoort alleen Hermes tot Transdev. Onder de naam RRReis verzorgt Hermes ook het busvervoer op de Veluwe en onder de naam Breng rond Arnhem en Nijmegen. Ook is het eigenaar van de ambulanceorganisatie van het Witte Kruis. 

### Geschiedenis
In 2007 deed een consortium van het Franse Transdev en Bank Nederlandse Gemeenten (BNG) een bod op 66% van de aandelen van het Nederlandse vervoerbedrijf Connexxion. Transdev heeft zich verplicht de overige 33% aandelen van de Nederlandse staat te kopen. In 2013 verkocht de Staat het resterende belang voor 132 miljoen euro aan Transdev.
Medio 2009 werd voor het eerst gesproken over een mogelijk fusie tussen Transdev en Veolia Transport. Op initiatief van de SP werd op 8 februari 2011 dit plan tegengehouden door de Tweede Kamer omdat het nieuw gevormde bedrijf dan zo'n 70% van het stads- en streekvervoer per bus in Nederland zou exploiteren. Toch kreeg de fusie op 4 maart 2011 goedkeuring van de Nederlandse Mededingingsautoriteit (NMa). Connexxion en Veolia Transport blijven bestaan maar worden dochterondernemingen van Veolia Transdev.
In maart 2013 werd bekendgemaakt dat Transdev weer een zelfstandig bedrijf zou worden en dat Veolia Environnement hun vervoerstak zou verkopen. Een van de oorzaken zijn de financiële problemen na de fusie. Transdev is van plan om uit 10 van de 27 landen te verdwijnen. In Nederland is Veolia Transport Nederland verdwenen maar Connexxion is blijven bestaan.
In december 2018 werd bekend dat topmannen Bart Schmeink en Eric van Eijndhoven, respectievelijk algemeen directeur en directeur OV, beide Transdev zouden gaan verlaten. Bart Schmeink start op 1 juni 2019 als Strategic Director bij de Brabantse bussenfabrikant Ebusco. Voormalig ProRail-topman Pier Eringa was vanaf 1 september 2019 de CEO van Transdev Nederland. Hij stapte in maart 2021 op en werd opgevolgd door Manu Lageirse.